# Arai Ōsui

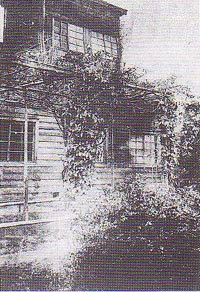
Schule „Kenna“

Arai Ōsui (japanisch 新井 奥邃; geboren 29. Mai 1846 in Sendai (Provinz Rikuzen); gestorben 16. Juni 1922) war ein japanischer Lehrer eines unorthodoxen Christentums.

## Leben und Wirken
Arai Ōsui stammte aus einer Samurai-Familie des Date-Klans in Sendai. Er studierte an der Schule der Domäne Yōkendō (養賢堂) und dann in Edo. Als er von der Niederlage des Shogunats in der Schlacht von Toba-Fushimi erfuhr, ging er nach Sendai zurück und schloss sich der Koalition der Daimyō im Nordosten, der „Ō-U-Etsu reppan dōmei“ (奥羽越列藩同盟), an.
1871 reiste Arai mit Mori Arinori, einem Minister in der neuen Regierung, in die USA. Mori führte Arai bei Thomas Lake Harris ein, einem unorthodoxen christlichen Utopisten. Arai blieb dann 30 Jahre Mitglied der „Brüderschaft des neuen Lebens“ (Brotherhood of the New Life) und wurde zur führenden Person, nachdem sich Harris 1892 zurückgezogen hatte.
1899 kehrte Arai nach Japan zurück und lehrte Harris Ideen in seiner Unterrichtsstätte in Tōkyō, die er „Kenna-sha“ (謙和舎) nannte. 1903 hatte er bereits eine Reihe von Universitäts-Studenten und Intellektuelle angezogen. Einer seiner Anhänger, der Reformer Tanaka Shōzō, setzte sich für seine Mitmenschen im Dorf Yanaka ein, die unter den Umweltgiften des Ashio-Kupferbergwerks litten.
Nach Arais Tod wurden von 1930 bis 1931 seine gesammelten Schriften von einem seiner Schüler unter dem Titel „Ōsui Kōroku“ (奥邃 廣録) in fünf Bänden herausgegeben.

## Einzelnachweis
1. ↑  Abbildung der Lehrstätte des Arai Ōsui.